# Poliol
Poliol je organska spojina, ki vsebuje več hidroksilnih skupin. Izraz »poliol« ima lahko nekoliko različen pomen v živilstvu in polimerni kemiji. Molekula z več kot dvema hidroksilnima skupinama je poliol. S tremi -OH skupinami je triol, s štirimi je tetrol in tako naprej. Po dogovoru za poliole ne veljajo spojine, ki vsebujejo še druge funkcionalne skupine. Celuloza je polimer z veliko hidroksilnih skupin, vendar se običajno ne obravnava kot poliol.

## Sladkorni alkoholi
Sladkorni alkoholi, skupina poliolov, se pogosto pridobivajo s hidrogeniranjem sladkorjev. Imajo formulo (CHOH)nH2, kjer je n = 4–6.
Sladkorni alkoholi se dodajajo v živilske izdelke zaradi svoje manjše kalorične vrednosti od sladkorjev; vendar pa so tudi na splošno manj sladki in se pogosto kombinirajo z visokointenzivnimi sladili. Dodajajo se tudi žvečilnim gumijem, ker jih bakterije v ustih ne presnovijo in iz njih ne nastajajo kisline, kar ne prispeva k zobni gnilobi. Maltitol, sorbitol, ksilitol, eritritol, in izomalt so nekateri izmed najpogostejših sladkornih alkoholov.

## Polimerna kemija
Polivinil alkohol ima formulo (CH2CHOH)nH2, kar pomeni, da ima n hidroksilnih skupin, kjer je n lahko v tisočih. 
Polioli z majhno molekulsko maso se pogosto uporabljajo v polimerni kemiji kot reagenti za prečno premreženje. Alkidne smole se na primer uporabjajo v barvah in v kalupih za vlivanje. So prevladujoča smola ali »vezivo« v večini komercialnih premazov na oljni osnovi. Vsako leto se pridela približno 200.000 ton alkidnih smol. Temeljijo na povezovanju reaktivnih monomerov preko nastanka estrov. Polioli, ki se uporabljajo pri proizvodnji komercialnih alkidnih smol, so glicerol, trimetilolpropan in pentaeritritol.
Polioli reagirajo z izocianati do nastanka poliuretanov, ki se uporabljajo pri izdelavi vzmetnic, izolacijske pene za hladilnike in zamrzovalnike, domačih in avtomobilskih sedežev, elastomernih čeveljskih podplatov, vlaken (npr. Spandex) in lepil.

## Nanoznanost
Pri pripravi kovinskih nanodelcev se pogosto poslužujemo »poliolnega načina«. V takih primerih je poliol običajno dolgoverižni diol, kot je heksadekandiol ((CH2)16(OH)2). Taki dioli služijo tako kot reducenti kot tudi površinskozaščitna sredstva za nanodelce.